# Бездітко Наталія Володимирівна
Бездітко Наталія Володимирівна (нар. 13 квітня 1955, Харків) — українська науковиця та винахідниця в галузі фармакології. Докторка медичних наук (2004), професорка.
Наукова спеціалізація: розроблення нових лікарських препаратів метаболічної дії на основі аміноцукру глюкозаміну; клінічні випробування оригінальних та генеричних ЛП; фармако-економічні аспекти застосування ліків.

## З біографії
Освіта: лікувальний факультет Харківського державного медичного інституту (1978).
Праця: наукова співробітниця (1978) НДІ охорони здоров'я дітей та підлітків; асистентка (1987–1990), доцентка (1991–1994) кафедри фармакології, доцентка кафедри клінічної фармації (1995–2003), професорка кафедри фармакоекономіки (з 2004) НФаУ.
Докторську дисертацію «Фармакологическое обоснование применения аминосахара глюкозамина в офтальмологии» захистила у 2004 р.

## Науковий доробок
Авторка близько 500 наукових і навчально-методичних праць, у тому числі 3 підручники, 4 довідники, 2 практикуми, 4 курси лекцій, 42 навчальних посібники, 2 патенти.
Основні праці:
- Механізм дії, фармакодинаміка і показання до застосування основних фармакологічних груп: Монографія. — Х., 1990 (співавт.); Основы внутренних болезней. — Х., 1999 (співавт.);
- Фармацевтическая опека: Практическое руководство. — Х., 2002 (співавт.);
- Фармацевтическая опека: Курс лекций для провизоров и семейных врачей. — Х., 2003;
- Биофармация: Учебник. — Х., 2003 (співавт.); Развитие клинической фармации в Украине // Ремедиум. — 2004. — № 7;
- Фармакоекономічні основи формулярної системи: Навчальний посібник. — Х., 2005 (співавт.);
- Основы организации здравоохранения и страховой медицины: Навчальний посібник. — Х., 2006 (співавт.);
- Фармакоэкономика: Учебное пособие. — Х., 2007 (співавт.);
- Фармакоекономічні аспекти лікарської терапії хворих з первинною відкритокутовою глаукомою // Клін. фармац. — 2007. — № 2;
- Організація офтальмологічної допомоги на сучасному етапі. — К., 2008 (співавт.).